# Harcon: Herr Des Lichts
Harcon: Herr Des Lichts is een videospel voor de Commodore 64. Het spel werd uitgebracht in 1986. 